# Allomyia pumila
Allomyia pumila là một loài Trichoptera trong họ Apataniidae. Chúng phân bố ở miền Cổ bắc.